# Tokyo Disneyland

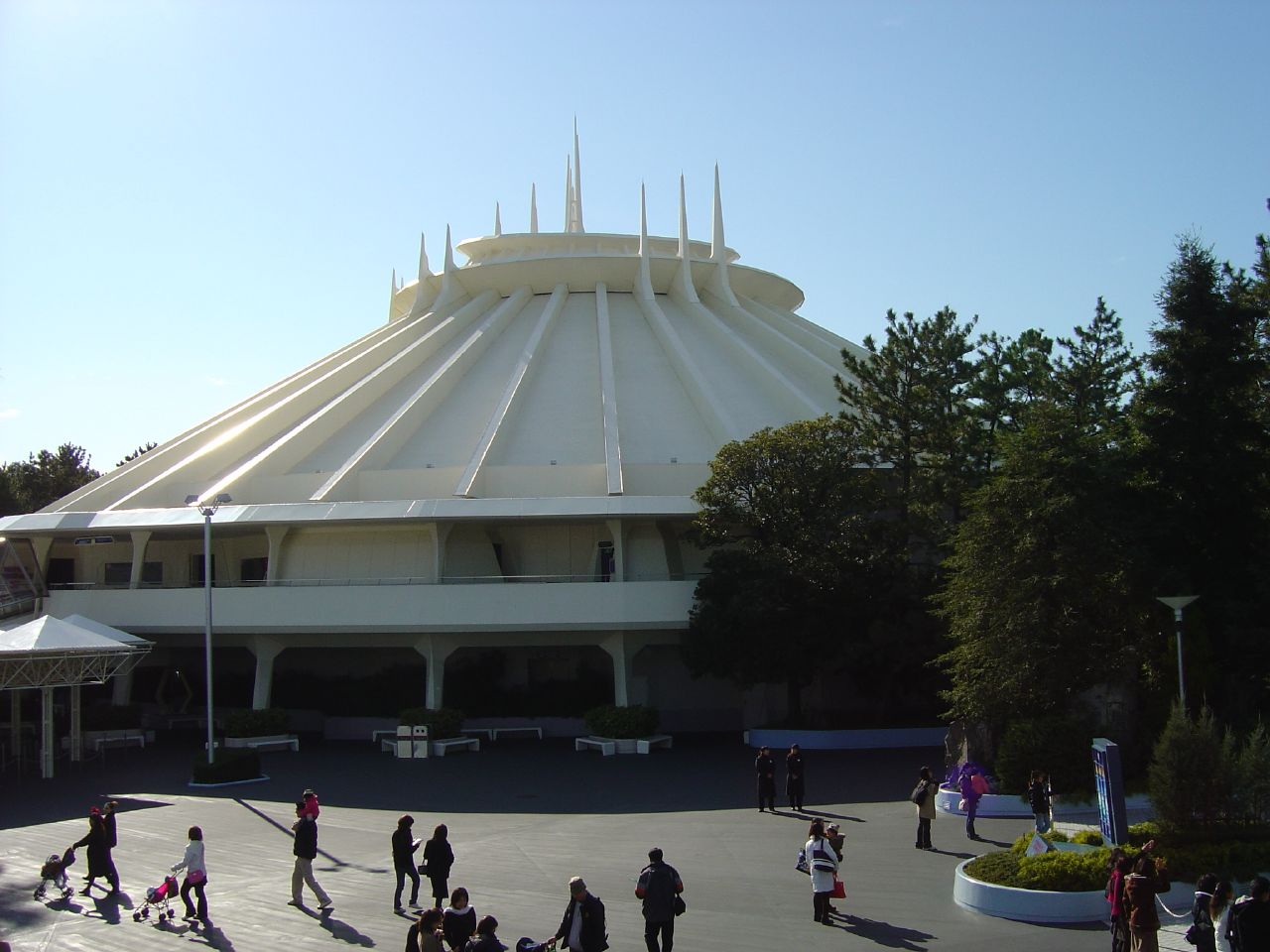
Space Mountain

Tokyo Disneyland (東京ディズニーランド, Tōkyō Dizunīrando) is een attractiepark in het Tokyo Disney Resort. Het park werd geopend op 15 april 1983 en is gelegen in het Japanse Urayasu nabij Tokio. 

## Geschiedenis
Het bedrijf Disney had geen plannen voor een Disney-park buiten de Verenigde Staten. Vrijwel het gehele team was actief bezig met de realisatie van Epcot. De CEO van Disney werd vrijwel iedere week gebeld vanuit Japan, door The Oriental Land Company, dat ze graag een Disney-park wilde bouwen in Japan. Disney zag hier aanvankelijk niets in en zei dat ze alles zelf moesten betalen en Disney ook een deel van de winst wilde. The Oriental Land Company ging hiermee akkoord, waarna uiteindelijk Tokyo Disneyland gebouwd werd. The Oriental Land Company huurde Walt Disney Imagineering in voor de ontwerpen. Een deel van het personeel verhuisde daardoor voor langere tijd naar Japan. Er werd voor gekozen om een vrijwel exacte kopie van het Magic Kingdom te realiseren. Uiteindelijk opende Tokyo Disneyland in 1983 en trok het eerste jaar 10 miljoen bezoekers.

## Themagebieden
Tokyo Disneyland telt zeven themagebieden:

### World Bazaar
Waar andere Disneyparken een Main Street, U.S.A. hebben, heeft Tokyo Disneyland een World Bazaar. Opmerkelijk is dat deze met glas overdekt is.

### Adventureland
Hier vindt men attracties als Pirates of the Caribbean en Jungle Cruise.

### Westernland
Westernland is de vervanger van het bekende Frontierland. Het is het thuisgebied van de achtbaan Big Thunder Mountain Railroad.

### Critter Country
Dit gebied werd speciaal gemaakt voor de komst van Splash Mountain. Het gebied telt nog maar één andere attractie: Beaver Brothers Explorer Canoes. Vanwege de kleine oppervlakte en de hoge populariteit van Splash Mountain kan het hier zeer druk worden.
Fantasyland
Net als in de andere Disneyparken is Fantasyland het sprookjesachtige, fantasierijke gebied. Er liggen enkele kleine sprookjesdarkrides, de grotere darkride "it's a small world" en The Haunted Mansion.

### Toontown
Een cartoonesk themagebied, waar men onder andere Mickey Mouse's House vindt.

### Tomorrowland
Het bekende Tomorrowland is ook in Tokyo Disneyland terug te vinden. Het huisvest onder andere de attracties Star Tours en Space Mountain.